# Grito Wilhelm
O grito Wilhelm ("Wilhelm scream") é um efeito sonoro utilizado repetidamente em produções cinematográficas e televisivas. Foi empregado pela primeira vez em 1951 no filme Distant Drums, e ganhou nova popularidade (sendo usado na maioria das vezes como uma piada interna) após aparecer no filme Star Wars e diversas outras grandes produções, assim como em programas de televisão e jogos eletrônicos.

## História
O ressurgimento do efeito deu-se por conta do técnico de som cinematográfico Ben Burtt, que redescobriu a gravação original (em uma fita marcada como "Homem sendo devorado por um crocodilo") e a incorporou em uma cena de Star Wars Episode IV: A New Hope, quando Luke Skywalker atira em um stormtrooper que grita enquanto cai. Embora a identidade do indivíduo que gravou o efeito (na verdade um de uma série de seis) seja desconhecida, Burtt reuniu documentos que sugerem que a gravação pode ter sido feita pelo cantor Sheb Wooley, um dos atores de Distant Drums.
Burtt renomeu o efeito inspirado no "Soldado Wilhelm", um personagem secundário que emitiu o mesmo grito no filme The Charge at Feather River, de 1954. Burtt passou então a incorporar o efeito em outros filmes que trabalhou, incluindo a maioria dos projetos envolvendo George Lucas e/ou Steven Spielberg. Outros técnicos de som também adotaram o efeito, e sua inclusão em filmes se tornou uma tradição entre a classe.